# ぴあ
ぴあ株式会社（英: PIA CORPORATION）は、東京都渋谷区東に本社を置く日本の企業である。音楽・スポーツ・演劇・映画・各種イベントのチケット販売を柱に、ライブ・エンタテインメント領域において幅広く事業を展開している。「コンテンツ創出」「チケット販売」「ヴェニューネットワーク」「コミュニティ」「人材・文化の育成」の5つを連携させ、業界（興行主催者、コンテンツホルダーなど）とエンドユーザーを一気通貫に結ぶ、各種サービスを提供する。
エンタテインメントの作り手と受け手、 生み出す側と楽しむ側を結ぶこの一貫したサービスを、「感動のライフライン」 として、コンテンツの創出からプロモーション、チケット流通、ホール・劇場の運営までを一手に担い、コミュニティや人材の育成、業界へのソリューション、地域の活性化等に取り組んでいる。
東京証券取引所プライム市場に上場している。

## 概説
雑誌『ぴあ』は、中央大学の学生だった矢内廣が1972年に学生起業で創業して創刊し、映画情報とコンサート情報をまとめた雑誌として出版された。1974年にぴあ株式会社を設立し、矢内廣が代表取締役社長に就任。
1984年に電話注文でコンサートやイベントのチケットを予約販売をする『チケットぴあ』を開始して人気を博し、1999年にチケット販売専用のWebサイト「チケットぴあ」を開始している。
2002年には東証二部、2003年には東証一部に上場した（2022年にプライム市場に移行）。
雑誌『ぴあ』は薄い装丁で小さな文字を用いて「できるだけ客観的で完全な“情報のインデックス”」を目指し、1984年頃の発行部数は毎号約45.7万部で、購読者は20歳代サラリーマンやOL、大学生、高校生の合計が75%、残りが主婦や中学生で若年層がその大半であったが、『ぴあ 首都圏版』2011年7月21日発売号を最後に休刊している。表紙は1975年9月号からイラストレーター及川正通が担当し「最も長期間にわたり同じ雑誌の表紙イラストを書き続けた人物」として、2007年にギネス世界記録に登録されている。
また、2007年より継続開催している「PIA MUSIC COMPLEX（通称ぴあフェス）」をはじめ、各種興行イベントの主催、企画、制作、運営にも積極的に取り組む。雑誌『ぴあ』に代わるメディアとして「アプリ版ぴあ」を2018年にリリースし、ITを最大限に活用した様々なサービスも展開する。
2020年には、横浜みなとみらい地区に収容人数1万人規模の音楽専用アリーナ「ぴあアリーナMM」を開設した（同年7月10日正式開業）。
2024年、「ぴあ会員」数は2,000万人、「ぴあカード会員」数は30万人を超えた。

## 沿革
- 1972年（昭和47年）7月10日 - 雑誌『ぴあ』（月刊）を創刊。
- 1974年（昭和49年）12月20日 - ぴあ株式会社を設立。
- 1977年（昭和52年）12月 - 「ぴあフィルムフェスティバル」の前身「第1回自主製作映画展」開催。
- 1981年（昭和56年）5月 - 「自主製作映画祭」を「PFF（ぴあフィルムフェスティバル）」に名称変更し、 「PFF1981」を開催。
- 1984年（昭和59年）4月 - 「チケットぴあ」のサービス開始。会員制度「ぴあカード」運営開始。
- 1985年（昭和60年）6月 - 『ぴあ関西版-Q』創刊。
- 1986年（昭和61年）4月 - 「チケットぴあ」関西地区でサービス開始。
- 1987年（昭和62年）12月 - テレビ情報誌『TVぴあ』創刊。
- 1988年（昭和63年）9月 - 『ぴあ中部版』創刊。「チケットぴあ」中部地区でサービス開始。
- 1996年（平成8年）12月 - 「長野オリンピック」のオフィシャルサプライヤーに決定。
- 1998年（平成10年）9月 - ファミリーマートと業務提携し「チケットぴあ」販売ネットワークにファミリーマートが参加。
- 1999年（平成11年）12月 - チケット販売専用のWebサイト「@チケットぴあ」開設。
- 2000年（平成12年）5月 - 「2002 FIFAワールドカップ日本・韓国」の国内第一次販売におけるチケット管理業務をJAWOCから受託。
- 2001年（平成13年）
  - 3月 - 「スポーツ振興くじ toto」の本格販売開始。当社は販売店舗開拓等の運営面で協力。
  - 11月 - セブン-イレブンと提携。都内1200店舗においてチケット販売を開始。
- 2002年（平成14年）1月 - 東京証券取引所市場第二部に上場。
- 2003年（平成15年）
  - 5月 - 東京証券取引所市場第一部に上場。
  - ビクターエンタテインメントの書籍・雑誌事業撤退に伴い、当社がその事業を引継ぎ、書籍事業を強化。
- 2004年（平成16年）7月 - ぴあ総研が日本初の「エンタテインメント白書2004」を発行。
- 2005年（平成17年）
  - 6月 - JOCオフィシャルチケッティングマネジメント契約を締結。
  - 10月 - サークルK全店にて「チケットぴあ」サービスを開始。
- 2006年（平成18年）4月 - セブン-イレブン店舗でのチケット販売サービスを休止。
- 2007年（平成19年）
  - 8月 - 『ぴあ』表紙イラストレーター及川正通氏が表紙イラスト制作最長記録で「ギネス世界記録」認定。
  - 9月 -「PIA　MUSIC COMPLEX」(通称「ぴあフェス」)をスタート
- 2008年（平成20年）
  - 1月 - 基幹チケッティングシステムを全面刷新。
  - 5月 - 1月のシステムトラブルに伴う経営悪化により、全社員311人に対し90〜100人の希望退職者を募集。
- 2009年（平成21年）
  - 8月 - 新たな映画ポータルサイト「ぴあ映画生活」スタート。
  - 12月 - 株式会社セブン&アイ・ホールディングスと資本・業務提携。
  - 12月18日 - ぴあ株式会社が約29億円の第三者割当増資を行い、株式会社セブン&アイ・ホールディングス、株式会社セブン&アイ・ネットメディア、株式会社セブン-イレブン・ジャパンの3社が引き受け、グループで20%の株式を保有する。
- 2010年（平成22年）
  - 4月 - （株）東京音協がぴあグループとして営業開始。
  - 5月31日 - 株式会社ファミリーマートとの業務提携を終了[9][注釈 2]。
  - 6月1日 - セブン-イレブンでのチケット引取サービスを開始。
  - 6月3日 - 『ぴあ中部版』が同日発売号をもって休刊。
  - 10月7日 - 『ぴあ関西版』が同日発売号をもって休刊。
    -  ウィキニュースに関連記事があります。情報誌「ぴあ」関西版10月で休刊へ
- 2011年（平成23年）
  - 4月 - 復興支援プロジェクト「チームスマイル」の活動開始。
  - 7月21日 - 『ぴあ首都圏版』が同日発売号を以て休刊し、雑誌『ぴあ』の発行を終了。
  - 8月 - イベントチケット保険サービス「チケットガード」をスタート。
  - 10月25日 - 新雑誌『ウレぴあ』が創刊。
  - 12月 - 「Jリーグオフィシャルチケッティングパートナー」契約に基本合意。
  - 12月16日 - 雑誌『ぴあ』の映画欄を引き継ぐ形で電子書籍版『ぴあ+』（ - プラス）を創刊。無料で閲覧できる。
- 2012年（平成24年）
  - 5月 - 「ぴあ会員」数が1,000万人を突破。
  - 10月 - 震災復興プロジェクト「チームスマイル」が一般社団法人化。
- 2013年（平成25年）
  - 5月 - KDDI（株）と業務提携。
  - 6月 - ぴあオリジナルキャラクター「ぴあの森のぴっけろ」「ぴあの森のくまっぴー」が誕生。
- 2014年（平成26年）
  - 7月 - チケットぴあ「定価リセールサービス」を導入。
  - 同月 - PFFが第32回川喜多賞を受賞。
  - 12月 - 「北京ぴあ希肯国際文化発展有限公司（ぴあ希肯）」に出資参画。
- 2015年（平成27年）10月 - 「ぴあグローバルエンタテインメント株式会社」を設立。
- 2016年（平成28年）6月 - 「サポーティングカンパニー」としてB.LEAGUEと連携。
- 2017年（平成29年）
  - 4月 - ぴあがCSR活動として取り組んできた「PFF（ぴあフィルムフェスティバル）」を一般社団法人化（矢内廣ぴあ株式会社代表取締役社長が、一般社団法人PFF理事長に就任）[10]。
  - 6月 - チケットの高額転売問題の対策として音楽業界団体が立ち上げた公式チケットトレードリセールサイト「チケトレ」の運営を受託し、サービスを開始[11]。
  - 7月 - 横浜・みなとみらい地区に収容1万人規模の大型音楽アリーナの開設を発表（ぴあアリーナMM、2020年完成予定）[7]。
  - 9月 - 「ラグビーワールドカップ2019」において、「チケッティングサプライヤー」として国内外のチケッティング業務を担当。
  - 11月 - 2020年東京オリンピック・パラリンピックにおいて、同大会組織委員会からチケッティング業務委託事業者の契約候補者に選定[12]。
  - 12月 - 全従業員を対象に譲渡制限付株式（リストリクテッド・ストック=RS）付与制度を導入[13]。
- 2018年（平成30年）
  - 6月 - 三井物産とヤフーとの合弁会社である「ダイナミックプラス株式会社」と業務提携[14]。
  - 同月 - アプリ版『ぴあ』テスト版を創刊。
  - 11月 - アプリ版『ぴあ』を本創刊[15]。
- 2019年（令和元年）
  - 10月 - アプリ版『ぴあ』関西版、中部版をスタート。
  - 11月 - 「ぴあフィールドサービス株式会社(PFS)」を設立。
- 2020年（令和2年）
  - 7月10日 - 横浜みなとみらい地区に音楽専用アリーナ「ぴあアリーナMM」を開設[8]。
  - 10月‐チケット販売ECスマートフォンアプリ「チケットぴあ」をリリース。
- 2021年（令和3年）
  - 4月 - スポーツ産業に必要な人材を育成する「ぴあスポーツビジネスプログラム」（ぴあSBP）を開講。
  - 5月13日 - ぴあアリーナMMの事業パートナーである三菱地所と資本業務提携を結ぶ[16]。三菱地所が、ぴあが第三者割当増資による新株を引き受け、ぴあの株式を4.4％保有する。
  - 6月30日 - 直営店舗（「ぴあステーション」・「チケットぴあスポット」）の運営を同日付で終了[17]。
  - 7～9月 - 東京オリンピック・パラリンピックにおいて、TSP（Ticketing System & Service Provider）としてチケッティング、ゲーティング業務を担当。
- 2022年（令和4年）
  - 3月 - 「ぴあネクストスコープ株式会社(PNS)」を設立。
  - 5月 - 三菱地所との合弁会社「MECぴあクリエイティブ株式会社」を設立。
  - 同月 -バーチャルライブプラットフォーム「NeoMe」(ネオミー)をスマートフォンアプリのサービスとしてリリース。
  - 7月10日 - 情報誌『ぴあ』の創刊から数え、創業50周年。　
  - 10月 - 「ぴあネクストスコープ株式会社（PNS）」の株式譲渡に伴い、「ぴあ朝日ネクストスコープ株式会社（PANX）」に改称、新体制発足
  - 11月 - 「ぴあ創業50周年感謝イベント」をぴあアリーナMMで開催
  - 12月 - 社長・矢内廣が自伝『岩は、動く。』（ぴあ刊）を発行
  - 12月 - 「一般社団法人チームスマイル」の東日本大震災復興支援活動を終了
- 2023年（令和5年）
  - 1月　- 「豊洲PIT」「仙台PIT」を正式に所有し、運営スタート
  - 3月　- 大阪・関西万博のチケッティング業務を受託
  - 10月 - 従業員向け「ライブ・エンタテインメント補助制度」および「ぴあ公認部活制度」スタート
  - 12月 - 落語の動画配信サブスク「ぴあ落語ざんまい」、サービス開始
- 2024年（令和6年）
  - 3月 - 「ぴあ会員」数が2,000万人、「ぴあカード会員」数が30万人を突破
  - 10月- 日本航空（JAL）と業務提携
  - 11月- カルチュア・コンビニエンス・クラブ（CCC）と業務提携
  - 『日本の巨大ロボット群像―巨大ロボットアニメ、そのデザインと映像表現―』により、星雲賞自由部門を受賞（西日本新聞イベントサービス、ぴあ（企画）、山口洋三（監修）、廣田恵介、タルカス（五十嵐浩司）の共同受賞）。

## 事業所
- 本社：東京都渋谷区東1-2-20 渋谷ファーストタワー
- 関西支社：大阪府大阪市北区堂島浜1-4-4 アクア堂島東館2F
- 中部支社・チケットぴあ名古屋株式会社：愛知県名古屋市東区東桜2-13-32 ぴあ名古屋ビル
- チケットぴあ九州株式会社：福岡県福岡市中央区天神3丁目15-24 三天第一ビル5F
- 北海道支局：北海道札幌市中央区北1条西3丁目 札幌MNビル4F
- 中四国支局：広島県広島市中区立町2番27号 NBF広島立町ビル8F
- 東北支局：宮城県仙台市青葉区本町2-15-1 ルナール仙台9F

## チケット流通事業
日本初のコンピュータオンラインチケット販売システム「チケットぴあ」が1984年にスタートした。今では、音楽、演劇、スポーツ、映画及びレジャーなど常時2万件のイベントが登録され、年間で8,000万枚ものチケットを発券、日本最大級の取り扱い規模となっている。会員数も2,000万人を超える。
チケットぴあの販売業務用の端末を書店を中心に設置し、チケットぴあのお店を展開。その後、コンビニエンスストアのセブン-イレブン、ファミリーマートと連携し、チケットの購入、インターネット購入分の支払い、発券などを可能にし、全国38,000ヵ所を超える店舗ネットワークを運営する。
以前はインターネット販売には消極的で、主に電話予約にて販売を行なっていたジャニーズ事務所所属タレントの興行のチケット販売においても、独自のインターネット販売システムを構築しインターネット販売への切り替えに成功している例もあり、他のチケッティングサービス会社に比べて、取り扱い件数が格段に多い。
そのほか、そのチケット販売のノウハウを活かし、様々な興行元、スポーツ団体などと提携し、幅広くチケッティング業務を請け負う。オリンピック、ワールドカップなどの国際的規模の大型イベントのチケッティング業務も行っている。

### これまで、ぴあがチケッティング業務を担当した国際大会
- 1998年長野オリンピック …「チケットマネジメント」のカテゴリーにおける「オフィシャルサプライヤー」になった。この大会以降、夏季、冬季を通じて、全てのオリンピック大会で、チケット販売業務を担当している。
- 2002 FIFAワールドカップ
- 2010年上海国際博覧会
- 2017アジア冬季競技大会（札幌）
- ラグビーワールドカップ2019
- 2020年東京オリンピック・パラリンピック　…　東京オリンピック・パラリンピック競技大会組織委員会よりチケッティング業務委託事業者（TSP：Ticketing System & Service Providerの略）に選定[19]
- 大阪・関西万博（2025） …入場券販売関連のシステムサービス提供業務等を受託
- 東京 2025世界陸上競技選手権大会 …スポンサーシップ契約を締結し、チケッティング業務等を受託[20]

## 主催・出資事業
コンテンツホルダー、プロモーター、放送局などのメディアやエンタメ関連企業と連携し、さまざまなジャンルの興行イベントの主催、企画・制作から運営までを行う。

### これまで、ぴあが主催・出資した主な興行
これまで、ぴあが主催・出資した主な興行は、次の通り。
- 「TOKYO METROPOLITAN ROCK FESTIVAL （METROCK）」（2013年以降継続開催）
- 「PIA MUSIC COMPLEX」（ぴあフェス）（2007年初開催、2012年以降継続開催）
- 「TOKYO ISLAND」（2022年以降継続開催）
- 「GMMTV FAN FEST」（2022年以降継続開催）タイのアーティストによるファンイベント
- 「MUSIC BANK GLOBAL FESTIVAL in JAPAN」（2023年、2024年）
- 「Montreux Jazz Festival Japan」（2024年）
- 大相撲巡業：仙台場所（2015年以降継続開催）、なにわ場所（2016年、2017年開催）ほか
- パンのフェス in 横浜赤レンガ（2016年以降継続開催）
- 神宮外苑花火大会（2017年より主催参画）
- 「S2O JAPAN SONGKRAN MUSIC FESTIVAL」(2018年、2019年)
- 「BBC Proms JAPAN」（2019年、2022年、2023年）
- ポール・マッカートニー　ジャパン・ツアー　（2013年、2015年、2017年、2018年）
- ザ・ローリング・ストーンズ　ジャパン・ツアー　東京公演 （2014年）
- あんさんぶるスターズ！DREAM LIVE(2017年以降継続開催)
- リアル脱出ゲーム×ONE PIECE第2弾「頂上決戦からの脱出」全国ツアー（2015年）
- 進撃の巨人×リアル脱出ゲーム「ある城塞都市からの脱出」（2014年）
- 2.5次元舞台「ダンガンロンパ THE STAGE」（2014年〜2018年）
- 「銀河鉄道999」40周年記念作品 舞台(2018年、2019年)
- 「Borussia Dortmund Asia Tour2015」川崎フロンターレvsボルシア・ドルトムント （2015年）
- 神宮球場リレーマラソン　(2018年、2019年)
- 国立競技場Enjoyリレーマラソンsupported by ぴあ（2023年以降継続開催）
- 大昆虫展（2015年以降継続開催）
- 映画「紙の月」（2014年）
- 映画「小さいおうち」（2014年）
- 映画「海難1890」（2015年） 他

### ホスピタリティ事業
2023年度から、スポーツの大会やイベントにおいて高付加価値の体験を提供するホスピタリティ事業に本格参入した。観戦・鑑賞のためのVIPルーム等のトップカテゴリーのチケットに、クオリティの高い飲食やギフト、サービスの提供を組み合わせて、エンタテインメントを最高の環境で楽しめる「ホスピタリティプログラム」の企画、制作、販売、運営までを一気通貫で提供している。
実績
- NTTジャパンラグビー リーグワン 2022-23 プレーオフトーナメント 決勝　埼玉ワイルドナイツ対クボタスピアーズ船橋・東京ベイ
- セルティックFC・ジャパンツアー2023　横浜F・マリノス vs セルティックFC／ガンバ大阪 vs セルティックFC
- 明治安田 J.LEAGUE WORLD CHALLENGE 2023 powered by docomo　　横浜F・マリノス vs マンチェスター・シティFC

- Audi Football Summit powered by docomo　FCバイエルン・ミュンヘン vs マンチェスター・シティFC

- Jリーグ第22節 鯱の大祭典　名古屋グランパス vs アルビレックス新潟

- KINOSHITA GROUP JAPAN OPEN TENNIS CHAMPIONSHIPS

- フォーラムエイト・ラリージャパン　　　　　　など

## ソリューション事業
ぴあは、スポーツ団体や興行主催者、ホール・劇場などに、チケット販売システムを中心としたトータルなサービスを提供し、販売サイトの構築・運営、配券業務、プロモーション、顧客戦略など幅広く業務を請け負うソリューション事業を展開している。
- 劇場・ホール：新国立劇場、サントリーホール、東京芸術劇場、梅田芸術劇場、天満天神繁昌亭、御園座など
- スタジアム：住之江競艇場、横浜国際総合競技場（日産スタジアム）、阪神甲子園球場、ボートピア梅田など
- 興行主催団体：ウドー音楽事務所、フジテレビジョン、ジャパン・アーツ、キョードー東海、キョードー東北、読売日本交響楽団など
- スポーツ団体：日本サッカー協会（JFA）、日本プロサッカーリーグ（Jリーグ）、日本ラグビーフットボール協会、日本女子プロサッカーリーグ（WEリーグ）、日本女子ソフトボールリーグ機構（JD.リーグ）、日本相撲協会、一般社団法人バスケットボール女子日本リーグ（Wリーグ）、日本中央競馬会（JRA）など
- スポーツチーム：浦和レッドダイヤモンズ、横浜F・マリノス、ガンバ大阪、川崎フロンターレなどJリーグのクラブ、東京ヤクルトスワローズ、中日ドラゴンズ、阪神タイガース、福岡ソフトバンクホークスなどのプロ野球球団など

## ホール・劇場事業
エンタテインメント市場の好況、東京オリンピックを見据えた会場の改修等により、首都圏のホールや劇場などの会場不足が深刻化（「2016年問題」）。ぴあは、民間企業として初めて単独で、1万人規模の会場の建設に取り組み、ホール・劇場の運営事業に本格的に着手することになった。

### ぴあアリーナMM
2017年、ぴあは横浜・みなとみらい地区に収容客数1万人規模の音楽アリーナ「ぴあアリーナMM」を建設することを発表。2020年7月10日に開業。こけら落とし公演は、横浜出身のゆずが行う予定だったが、新型コロナウイルス流行の影響により延期され、映像配信（事前収録）となった。アリーナの構造は、地下1階・地上4階建ての縦に長いハコ型となっていて、ステージと客席の距離が近いのが特徴。館内には売店のほか、開場前から利用できるラウンジを設置。2階には公演日以外も営業するカフェを併設する。みなとみらい線みなとみらい駅徒歩7分、JR桜木町駅徒歩8分、横浜駅も徒歩圏内。

### 豊洲PIT
一般社団法人チームスマイルは2012年10月4日に設立され、東日本大震災による被災地に継続的な復興支援活動を行う経済的な基盤が必要であるため、エンタテインメント専用施設である「チームスマイル・PIT（ピット）」という名前の新たな4つのホールの開設を目指して、最初に東京都江東区豊洲に「豊洲PIT」を2014年10月17日に開設。2022年12月をもって社団法人としての全活動を終了し、以降はぴあが「豊洲PIT」の運営を引き継いだ。コンサートや演劇、ダンス公演、講演会など幅広い用途で利用されている。スタンディングで約3,100名、着席で約1,300名を収容。ゆりかもめ新豊洲駅から徒歩3分、有楽町線豊洲駅から徒歩12分。

### 仙台PIT
一般社団法人チームスマイルは上記「豊洲PIT」を開設したのち、「いわきPIT」「釜石PIT」と開業し、最後の4つめのホールとして「仙台PIT」が2016年3月11日に開業した。こけら落とし公演は、東日本大震災をきっかけに16年ぶりに再結成し、復興支援ライブによって得た収益金のうち約3億1,000万円を「仙台PIT」の建設費用等に寄付したプリンセス プリンセスが務めた。現在は豊洲PIT同様、ぴあが運営を引き継いでいる。スタンディングで約1450名、着席で約530名を収容。主に音楽ホールとして利用されている。JR長町駅から徒歩5分、南北線長町駅から徒歩6分。

## メディア&プロモーション事業
ぴあは、1972年に情報誌『ぴあ』を創刊、出版社として事業をスタートし、多数の出版物を世に送り出し続けている。また、WEBサイトの構築・運営、各種キャンペーンを展開し、エンタテインメントやレジャーに関する幅広い情報を発信している。

### ぴあ(アプリ)
2011年に休刊した情報誌『ぴあ』が多くの読者に提供していた“エンタテインメントの偶然の出会いと発見”を、インターネットの世界でもう一度復活させたいと、2018年11月に、「ぴあ(アプリ)」を創刊。その後、情報の取り扱い範囲を拡大し、首都圏版に続き、関西版、中部版がスタートしている。
映画、ステージ、アート、音楽、クラシック、イベント、フェスなどの開催情報から、ニュース、著名人エッセイ連載などのコンテンツまで、ひとつのアプリに凝縮されている。「今すぐぴあする」という検索機能では、「いま」「ここ」で行われているイベント情報を一覧で見ることができる。

### ぴあのコミュニティ
日本最大のチケットエージェントであるぴあの会員数は2千万人に達し、 約4万社に及ぶ主催者の興行チケットを販売している。 ぴあならではのサービスを提供する「ぴあカード」会員は34万人。サービス開始から7年目を迎えた 「ぴあ(アプリ)」のダウンロード数も185万を超え、エンタテインメントを通じたコミュニティが形成されている。

## 雑誌・書籍
- SODA（旧・ぴあEX）
- 月刊スカパー!
- 韓流ぴあ

### ムック
現在は「ぴあMOOK」としてジャンルを問わず多数のムックを出版している。
コロナ禍以降、人気のシチュエーションを楽しむグルメ、レジャームック
- 『森のカフェと緑のレストラン』（エリア展開）
- 『東京の喫茶店』『絵になる店』『古民家カフェとレトロ喫茶』（エリア展開）
- 『まるごとぜんぶ豊橋の本』『まるごとぜんぶ川崎の本』など「まるごとぜんぶシリーズ」　など

- 季節・地域限定ぴあ - 『春ぴあ』『夏ぴあ』『秋ぴあ』『冬ぴあ』など。表紙イラストはわたせせいぞうが担当。
- 映画系 - 『ぴあ Movie Special（季刊）』『トランスフォーマーぴあ』『PIXARぴあ』『踊る大捜査線読本』など
- 音楽系 - 『ぴあMUSIC COMPLEX(PMC)』『布袋寅泰ぴあ』『渡辺美里ぴあ』『小室哲哉ぴあ』『氷室京介ぴあ』『BLUE ENCOUNTぴあ』など
- アニメ系 - 『プリキュアぴあ』『聖闘士星矢ぴあ』『魔法少女まどかマギカぴあ』など
- 特撮系 - 『仮面ライダーぴあ』『スーパー戦隊ぴあ』『円谷ぴあ』など
- 作家系 - 『押井守ぴあ』『松本零士ぴあ』『赤塚不二夫80年ぴあ』『井上雄彦ぴあ』など
- スポーツ系 - 『大相撲ぴあ』『新日本プロレスぴあ』、Jリーグ関連書籍・雑誌（後述）など
- こどもと遊ぼう
- グルメ系 - 『藤沢食本』『枚方食本』など「食本シリーズ」

Jリーグ関連
2013年度よりJリーグオフィシャルチケットパートナーとして協賛するにあたり、Jリーグ公認の書籍・雑誌などを発行するようになった。
- ぴあJリーグ観戦ガイド（2013年度から刊行）1999-2012年度までJリーグが発行元＜発売元は年度によって異なっていた＞だった「Jリーグオフィシャルファンズガイド」に代わる公認書籍となった。
- FOOTBALL PEOPLE（2015年4月創刊）

1. 鹿島アントラーズ編
2. 浦和レッドダイヤモンズ編
3. 川崎フロンターレ編
4. 横浜F・マリノス編

- 日本サッカー応援本・J.FOOTBALL DAYS（2015年8月創刊）

### 書籍
- 『東京最高のレストラン』
- 『ジェイソン流　お金の増やし方』『ジェイソン流　お金の稼ぎ方』
- 『不可能を可能にする 大谷翔平120の思考』
- 『羽生結弦語録』
- 『栗山英樹の思考　若者たちを世界一に導いた名監督の言葉』

### 写真集
- ハン・ヒョジュ 写真集「ひざしのほうへ」 2014
- 長渕剛 写真集2011-2012「未来」
- T.M.Revolution写真集「SEVENTH HEAVEN」
- 堀北真希「Cinematic」
- 上戸彩 ツアー・ドキュメンタリー写真集
- 尾崎豊 オフィシャル写真集
- 櫻井敦司 写真集「SACRIFICE」
- THE YELLOW MONKEY  「15YEARS」
- L'Arc-en-Ciel 「Shibuya Seven days 2003ライブ・ドキュメント写真集」
- 織田裕二 写真集「COLORS」
- 京本政樹 写真集「必殺The bi-kenshi」

### かつて発行していた雑誌
- ぴあ（ススめる!ぴあ（首都圏版）、ぴあ関西版、ぴあ中部版）
  - 首都圏版は、1972年7月に、同年の8月号として創刊。創刊号の表紙は高比良芳実による若者のイラスト。月刊（1972年〜1979年）→隔週刊（1979年〜1990年）→週刊（1990年〜2008年）→隔週刊（2008年〜2011年）と変遷した。誌名も『ぴあ』から、週刊化に伴い『Weeklyぴあ』と同時に首都圏の鉄道路線図を掲載し、再び隔週刊化した際に『ススめる!ぴあ』に変わり首都圏の鉄道路線図の掲載を終了した。1975年9月号から休刊まで、表紙イラストを及川正通が担当し続けた。各地域版『ぴあ』の中では最後まで刊行されていたが、2011年7月21日発売号を以て休刊。
  - 関西版は、朝日新聞社が発行していた情報誌『Q』を引き継ぎ、1985年6月（6月28日号）から『ぴあ関西版-Q』として新生創刊されたもの[27]。1986年4月、誌名から『Q』が外され『ぴあ関西版』に改称。2010年10月7日発売号を以て休刊。現在Webサイト「@ぴあ関西」が「ぴあ関西版WEB」と改称されて運営中。
  - 中部版は、1988年9月創刊。2010年6月3日発売号を以て休刊し、休刊2日前の6月1日よりスターキャット・ケーブルネットワークが発行している情報誌『ta☆crat's』（ティー・エー・クラッツ）と統合したフリーペーパー形態の月刊誌『月刊ぴあ×スターキャット東海版』（ぴあ×starcat）が創刊された（2016年10月号をもって休刊[28]）。また2012年12月にはWebサイト「ぴあ中部版WEB」が開設された（なお「@ぴあ」時代は中部版は開設されていなかった）。
  - 関西版・中部版は、創刊から休刊に至るまで一貫して隔週刊だった。
- ウレぴあ（2011年10月25日創刊）
  - "ウレるを実感 ウレしいを共感"をコンセプトにしたトレンド情報誌。Webサイト『ウレぴあ総研』と連動。通称は「ウレぴ」。創刊当初は月刊だったが、2012年5月25日発売号より季刊化。2013年3月25日発売号をもって休刊。
- Invitation（2009年1月休刊）
- WORLD SOCCER GRAPHIC（2008年11月休刊）
- R&R NEWSMAKER（2007年12月28日発売号にて休刊）
- けっこんぴあ（首都圏版 2009年1月休刊、関西版 2008年12月休刊）
- ぴあCalendar キース・ヘリングを表紙に起用
- TVぴあ（2016年1月27日発売号にて休刊）発行元はウィルメディア。関東版、関西版、東海版、北海道・青森版、福岡・山口版が刊行されていた。
- GAMEぴあ（ゲームぴあ）（1991年創刊、1995年休刊）ゲーム雑誌。

## 人材・文化の育成

### PFF（ぴあフィルムフェスティバル）
“映画の新しい才能の発見と育成”をテーマに、1977年にスタートした活動。自主映画のコンペティション「PFFアワード」、“映画の新しい才能の発見と育成”をテーマにした映画祭「ぴあフィルムフェスティバル」、PFFが製作から劇場公開までをトータルプロデュースする長編映画製作援助システム、海外映画祭への出品などの活動を行い、“新しい才能”を発見し、紹介し、映画界の人材として育成を行っている。「PFFアワード」入選者の中からは、後にプロの映画監督として活躍する人たちがすでに180名を超え、若く新しい才能が集う場所として、広く認知されている。

### ぴあスポーツビジネスプログラム
ぴあがこれまで国際スポーツイベントや各種競技団体のオフィシャルパートナー、チケッティングパートナーを務めることで蓄積されたノウハウを生かし、スポーツビジネス業界で活躍するために欠かせない、チケット販売やファンクラブ運営に関わる知識と、スポーツビジネスの原理原則に基づいた考え方を、講義と実践を通して学ぶことができるビジネススクール。2021年4月より開講、募集・開講は年に1度。約7ヶ月のカリキュラムを経て、希望者には卒業後にスポーツ団体とのマッチングの支援までを行い、人材育成に取り組んでいる。

### ぴあ総研（PIA Research Institute）[29]
研究領域をエンタテインメント分野に特化したシンクタンク。ぴあに日々集積するエンタテインメント情報のデータベースと、これまで培ってきたネットワークを通じた情報収集によって、当該領域の特徴と動きを定量・定性両面から研究・発信している。ぴあ総研のライブ・エンタテインメント市場に関する調査結果は、様々なメディア、調査機関等で活用されている。

## その他
- 千葉商科大学サービス創造学部の公式サポーター企業である。
- 2013年に刊行物の印刷部数詐称の不祥事が内部告発で発覚した[30]。

### 様々なCSR活動・貢献
- ぴあフィルムフェスティバル - 1977年より続く、自主製作映画を中心とした映画祭。
- チームスマイル - ぴあがCSR活動として参画し、エンタテインメントによる継続的な復興支援を目指す一般社団法人。
- ぴあ総研 - 日本で唯一のライブ・エンタテインメント市場全体を捉える統計調査を行うシンクタンク。